# Mantophryne
A Mantophryne a kétéltűek (Amphibia) osztályába, valamint a békák (Anura) rendjébe és a szűkszájúbéka-félék (Microhylidae) családjába tartozó nem.

## Rendszerezés
A nembe az alábbi fajok tartoznak:
- Mantophryne axanthogaster Kraus & Allison, 2009
- Mantophryne insignis Günther & Richards, 2016
- Mantophryne lateralis Boulenger, 1897
- Mantophryne louisiadensis (Parker, 1934)
- Mantophryne menziesi (Zweifel, 1972)